# Chapelle de Moussy
Pour les articles homonymes, voir Moussy.
La chapelle de Moussy est une chapelle située à Cornier, en France.

## Localisation
La chapelle est située dans le département français de la Haute-Savoie, sur la commune de Cornier.

## Description
L'orientation de la chapelle ne correspond pas à la pratique, à savoir tournée vers l'Orient. Elle est disposée selon un axe nord-ouest / sud-est. Le médiéviste Jean-Bernard de Vaivre, auteur d'une étude sur la chapelle, souligne que cette variation trouve son origine dans le relief.
L'édifice comporte deux éléments distincts.
L'ensemble est un mélange d'éléments romans et gothiques.

## Historique
Vers le XVIe siècle, la paroisse de Moussy était dépendant de la commanderie de Compesières.
L'édifice est inscrit au titre des monuments historiques en 1930.

### Biographie
- Jean-Bernard de Vaivre, « La chapelle de Moussy (membre de la Commanderie de Genevois) », Comptes rendus des séances de l'Académie des Inscriptions et Belles-Lettres, vol. 150, no 4,‎ 2006, p. 2141-2172 (lire en ligne).